# Второе правительство Ксавьера Эспота
Второе правительство Ксавьера Эспота Саморы было сформировано 17 мая 2023 года. Оно стало девятым по счёту правительством Андорры и пришло на смену первому правительству Эспота. Помимо Эспота в состав правительства вошло 11 министров. Голосование по предложенным кандидатурам проходило среди депутатов девятого созыва Генерального совета долин Андорры. 17 депутатов высказались «за», 5 депутатов отдали голос за Черни Эскале Кабре, 6 — воздержались.
Главой правительства вновь стал Ксавьер Эспот Самора. Жорди Торрес Фалько сохранил свой пост министра туризма и телекоммуникаций, Тринитат Марин Гонсалес (в прошлом министр государственного управления и общественного участия) вступила в должность министра социальных дел, молодёжи и равноправия. Другие министерства получили новых руководителей.
Правительство Андорры является главным органом исполнительной власти страны. Его полномочия установлены Конституцией Андорры и рядом законов. В частности, оно проводит национальную и международную политику Андорры и осуществляет государственное управление и наделено уставными полномочиями.

## Список министров правительства
| Должность                                                                                  | Министр                                              | Фотография | Полномочия  | Полномочия  | Партия               | Пр.         |
| Должность                                                                                  | Министр                                              | Фотография | Начало      | Окончание   | Партия               | Пр.         |
| ------------------------------------------------------------------------------------------ | ---------------------------------------------------- | ---------- | ----------- | ----------- | -------------------- | ----------- |
| Глава правительства                                                                        | Ксавьер Эспот Самора кат. Xavier Espot Zamora        |            | 17 мая 2023 | действующий | Демократы за Андорру | [ 4 ] [ 2 ] |
| Министр президентства, экономики, труда и бизнеса                                          | Конксита Марсоль Риарт кат. Conxita Marsol Riart     |            | 17 мая 2023 | действующий | Демократы за Андорру | [ 5 ] [ 6 ] |
| Министр межинституциональных отношений, образования и университетов                        | Ладислау Баро Сола кат. Ladislau Baró Solà           |            | 17 мая 2023 | действующий | Демократы за Андорру | [ 5 ] [ 6 ] |
| Министр туризма и торговли                                                                 | Жорди Торрес Фалько кат. Jordi Torres Falcó          |            | 17 мая 2023 | действующий | Демократы за Андорру | [ 5 ] [ 6 ] |
| Министр финансов                                                                           | Рамон Льядос Бернаус кат. Ramon Lladós Bernaus       |            | 17 мая 2023 | действующий | Демократы за Андорру | [ 5 ] [ 6 ] |
| Министр иностранных дел                                                                    | Имма Тор Фаус кат. Imma Tor Faus                     |            | 17 мая 2023 | действующий | Демократы за Андорру | [ 5 ] [ 6 ] |
| Министр юстиции и внутренних дел                                                           | Эстер Мольне Солдевилья кат. Ester Molné Soldevila   |            | 17 мая 2023 | действующий | Демократы за Андорру | [ 5 ] [ 6 ] |
| Министр территории и урбанизма                                                             | Рауль Ферре Бонет кат. Raul Ferré Bonet              |            | 17 мая 2023 | действующий | Преданные граждане   | [ 5 ] [ 6 ] |
| Министр социальных дел и государственной службы                                            | Тринитат Марин Гонсалес кат. Trinitat Marín González |            | 17 мая 2023 | действующий | Демократы за Андорру | [ 5 ] [ 6 ] |
| Министр здравоохранения                                                                    | Елена Мас Сантуре кат. Helena Mas Santuré            |            | 17 мая 2023 | действующий | Демократы за Андорру | [ 5 ] [ 6 ] |
| Министр окружающей среды, сельского хозяйства и животноводства и официальный представитель | Гильем Касаль Фонт кат. Guillem Casal Font           |            | 17 мая 2023 | действующий | Демократы за Андорру | [ 5 ] [ 6 ] |
| Министр культуры, молодёжи и спорта                                                        | Моника Бонелл Тусет кат. Mònica Bonell Tuset         |            | 17 мая 2023 | действующий | Демократы за Андорру | [ 5 ] [ 6 ] |